# Mupirocin
Mupirocin, được bán dưới tên thương mại Bactroban cùng với một số những tên khác, là một kháng sinh dạng bôi hữu ích để chống lại nhiễm trùng ngoài da như bệnh chốc lở hoặc viêm nang lông. Chúng cũng có thể được sử dụng để tiêu diệt S. aureus kháng methicillin (MRSA) khi chúng tồn tại trong mũi mà không có triệu chứng. Do lo ngại về vấn đề kháng thuốc, việc sử dụng hơn mười ngày được khuyến cáo là không nên. Chúng có thể được sử dụng dưới dạng kem hoặc thuốc mỡ để bôi lên da.
Các tác dụng phụ thường gặp bao gồm ngứa và phát ban tại chỗ bôi thuốc, đau đầu và buồn nôn. Sử dụng lâu dài có thể dẫn đến làm tăng trưởng nấm. Sử dụng trong khi mang thai và cho con bú có vẻ an toàn. Mupirocin thuộc nhóm thuốc acid cacboxylic. Chúng hoạt động bằng cách ngăn chặn khả năng tạo ra protein của vi khuẩn, và từ đó sẽ giúp tiêu diệt được vi khuẩn.
Mupirocin ban đầu được phân lập vào năm 1971 từ chủng Pseudomonas fluorescens. Nó nằm trong danh sách các thuốc thiết yếu của Tổ chức Y tế Thế giới, tức là nhóm các loại thuốc hiệu quả và an toàn nhất cần thiết trong một hệ thống y tế. Chi phí bán buôn ở các nước đang phát triển là khoảng 2,10 đô la Mỹ cho một ống 15 g. Tại Hoa Kỳ, một đợt điều trị có giá từ 25 đến 50 đô la.